# Orthostichopsis subimbricata
Orthostichopsis subimbricata là một loài Rêu trong họ Pterobryaceae. Loài này được (Hampe) Broth. miêu tả khoa học đầu tiên năm 1906.